# Oecetis quadrofurcata
Oecetis quadrofurcata is een schietmot uit de familie Leptoceridae. De soort komt voor in het Oriëntaals gebied.